# Peltis crenata
Peltis crenata is een keversoort uit de familie schorsknaagkevers (Trogossitidae). De wetenschappelijke naam van de soort werd in 1867 gepubliceerd door Murray.